# Nieuwe Algemene Begraafplaats De Stuivenberg
De Nieuwe Algemene Begraafplaats De Stuivenberg is een begraafplaats aan de Bovenkerkweg in de Nederlandse plaats Montfoort, provincie Utrecht. De naam is afgeleid van een oude stroomrug die op deze plaats loopt.

## Structuur
De ruimtelijke structuur van de begraafplaats bestaat uit drie sferen, geïnspireerd door het typische landgebruik van een stroomrug. Het open midden verwijst naar weide, het oorspronkelijke grasland. Op de beplante ophogingen aan beide zijden van het open midden bevinden zich de grafvelden. De noordelijke grafvelden verwijzen naar de boomkwekerijen die in de omgeving veel voorkomen. De zuidelijke grafvelden ademen de sfeer van een boomgaard. De stukken grond tussen de grafvelden zijn niet opgehoogd, zodat de noordrand van de begraafplaats voor aanwonenden een minder massief aanzien heeft en ook is zodoende aan de zuidzijde het zicht op Blokland bewaard gebleven.

## Voorbereidingen
De gemeenteraad van Montfoort besloot in 2006 om de toenmalige begraafplaatsen in de gemeente niet uit te breiden. Na discussie en op basis van uitgebreide locatieonderzoeken, werd in de raadsvergadering van september 2008 besloten om aan de Bovenkerkweg een nieuwe begraafplaats aan te leggen. Tijdens een informatieavond op donderdag 20 mei 2010 in zalencentrum St. Joseph, werd het ontwerp van de begraafplaats gepresenteerd. Een deel van de uitvoering van de aanleg van de begraafplaats is medegefinancierd door de provincie Utrecht in het kader van Agenda Vitaal Platteland.

## Ingebruikname
Op zaterdag 26 mei 2012 is de begraafplaats officieel in gebruik genomen. Er waren toespraken van vertegenwoordigers van verschillende religieuze gemeenschappen in Montfoort. Wethouder en locoburgemeester Jan Vlaar plantte de laatste boom, een rode esdoorn, om de aanleg symbolisch af te ronden en de begraafplaats in gebruik te nemen. Enkele weken eerder was overigens de eerste persoon al begraven op De Stuivenberg. Hiervoor werd een minuut stilte in acht genomen.

## Afbeeldingen

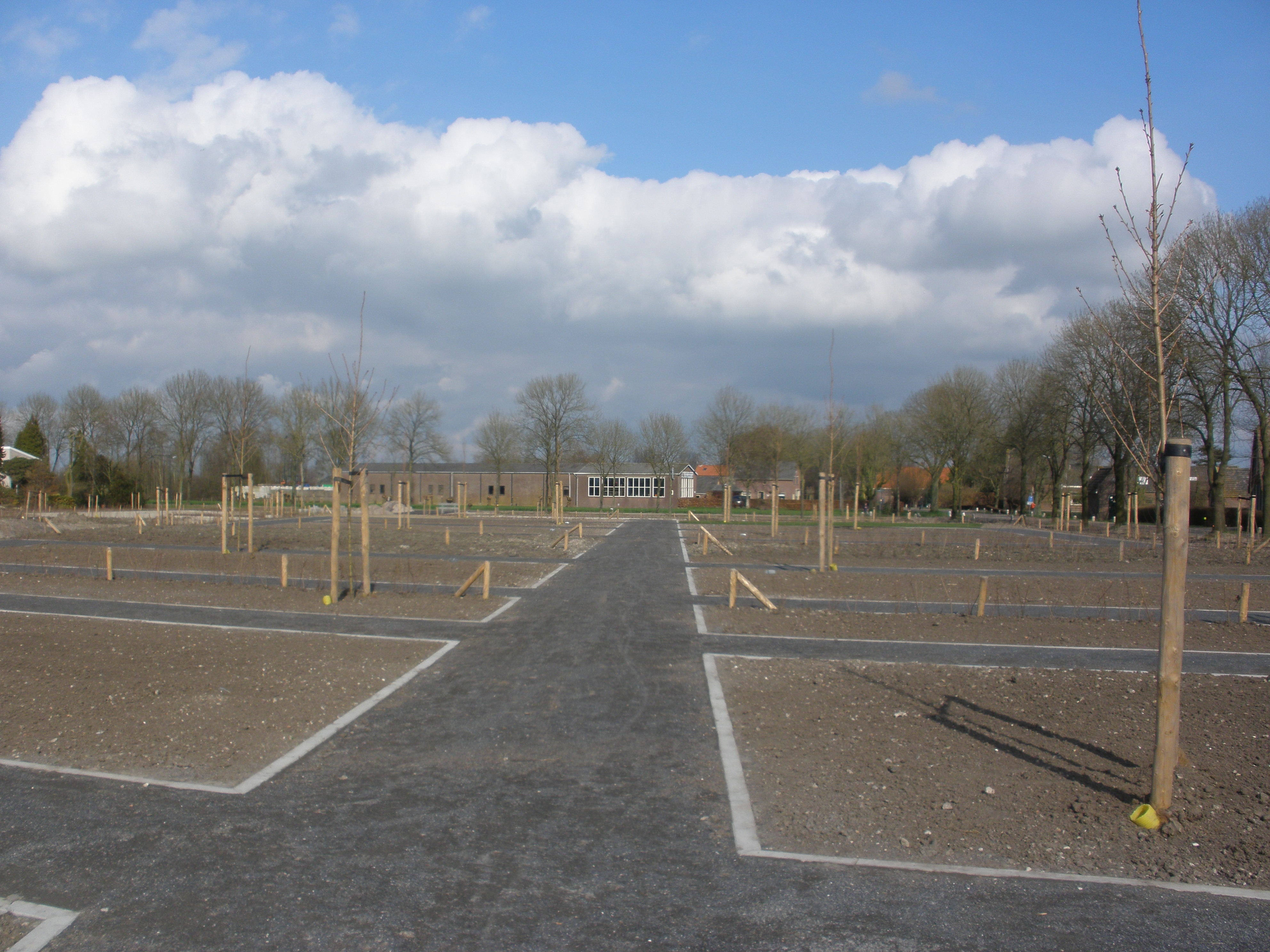
De begraafplaats tijdens de fase van aanleg
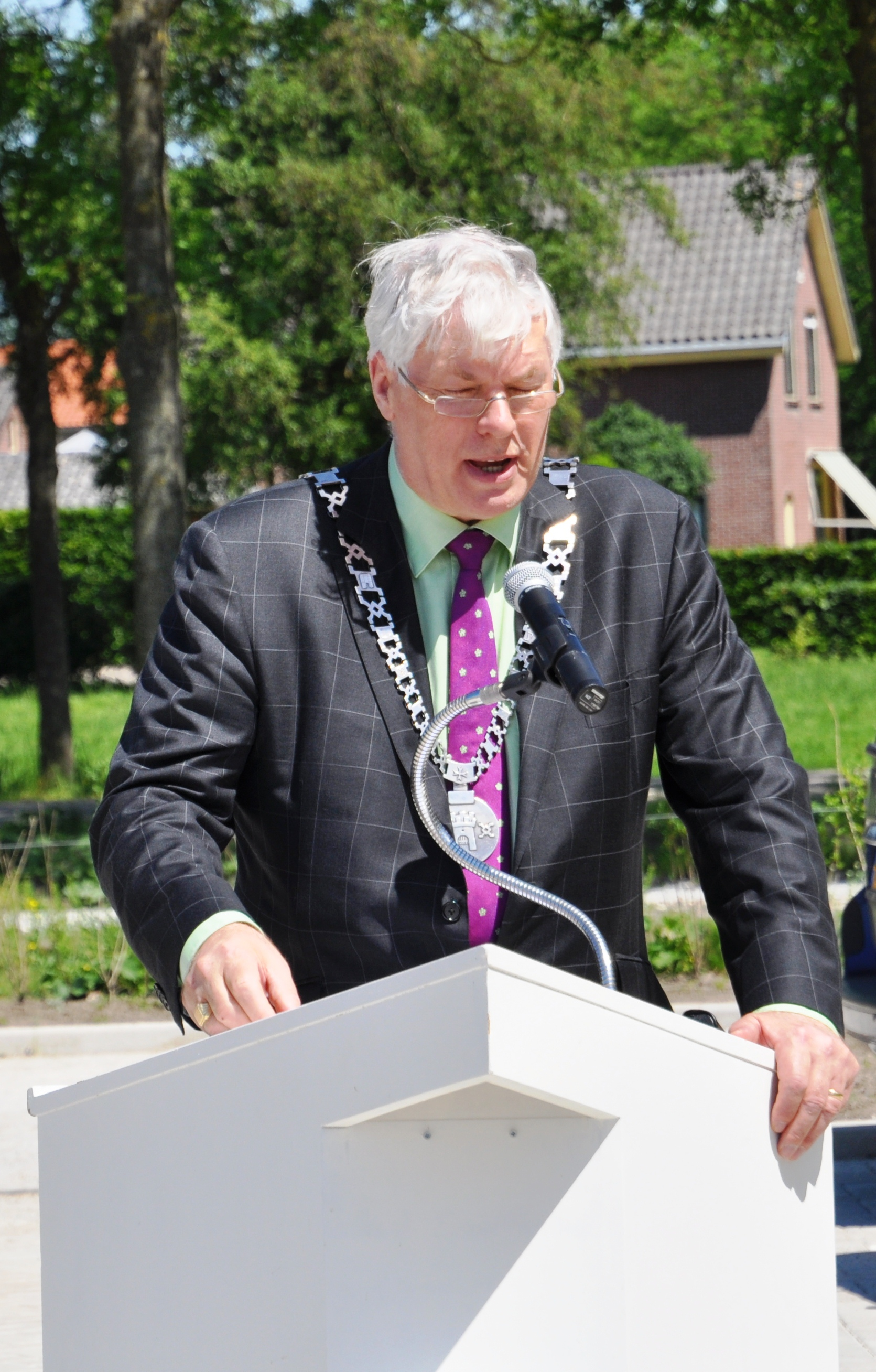
Toespraak van wethouder en locoburgemeester Jan Vlaar bij de ingebruikname
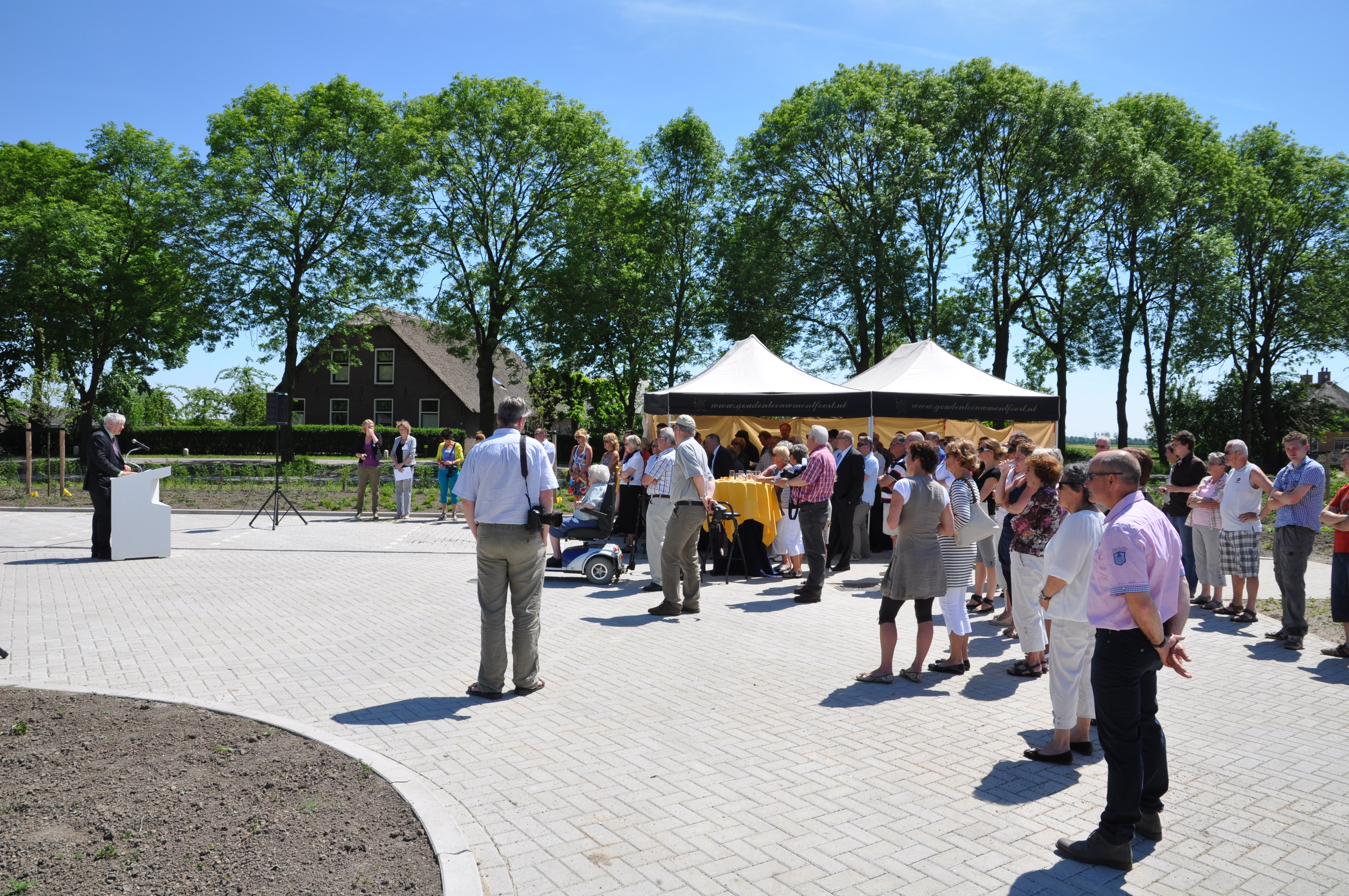
Toespraak bij de ingebruikname
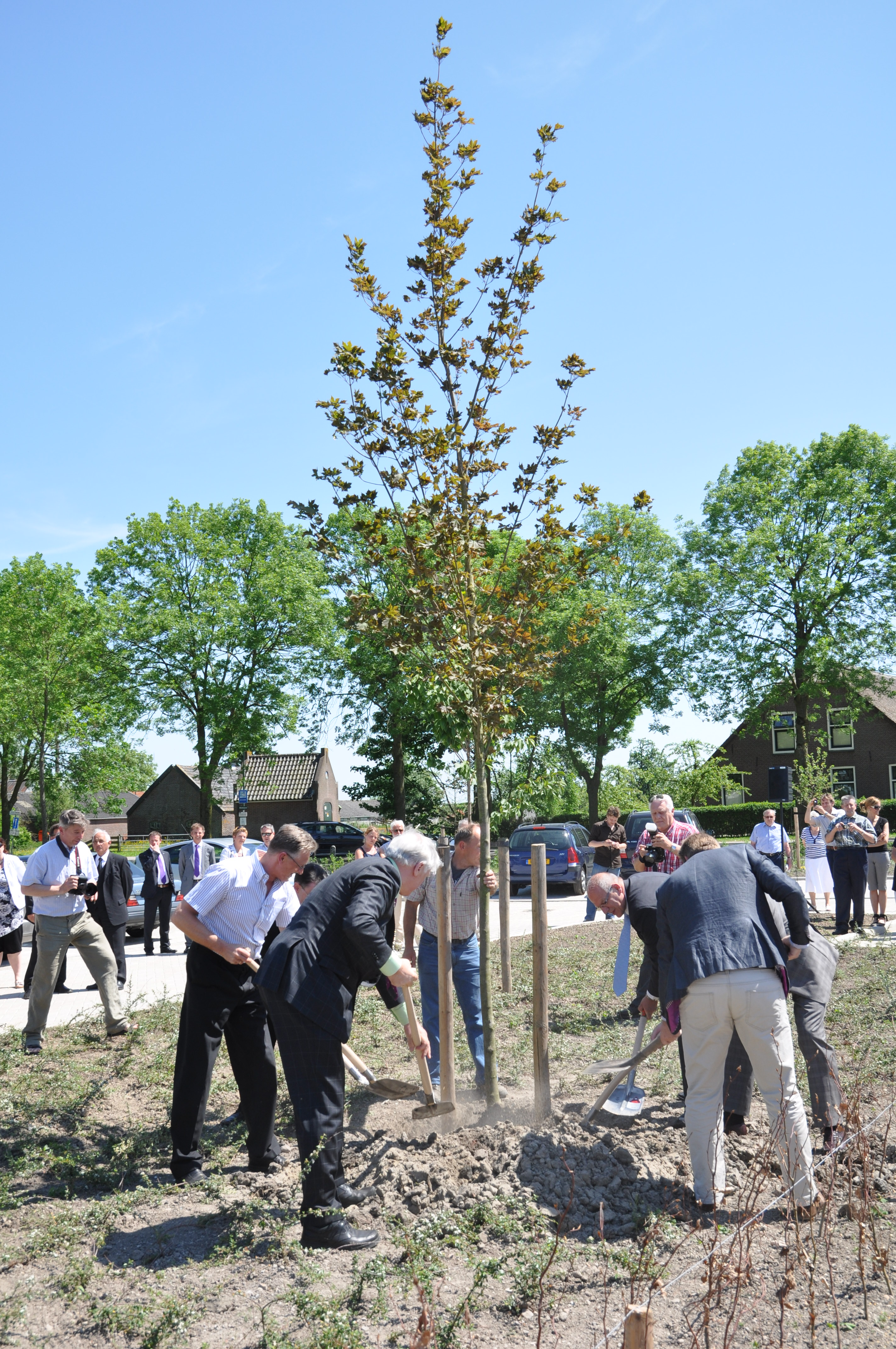
Het planten van de laatste boom als symbolische handeling voor de ingebruikname

Algemene Begraafplaats Montfoort · Nieuwe Algemene Begraafplaats De Stuivenberg · Begraafplaats Nieuwe Zandweg · Rooms-katholieke begraafplaats Montfoort